# Don't Forget the Lyrics! - Stai sul pezzo
Don't Forget the Lyrics! - Stai sul pezzo è un programma televisivo italiano di genere game show e musicale in onda dal 7 febbraio 2022 su NOVE.

## Storia
Il programma viene trasmesso a partire dal 7 febbraio 2022, dal lunedì al venerdì in access prime time, condotto da Gabriele Corsi con la direzione orchestrale di Umberto Iervolino, coadiuvato da Antonella Lo Coco (già concorrente terza classificata della quinta edizione di X Factor) e Fabio Ingrosso nella prima edizione, poi sostituito da Marco Stabile dalla seconda edizione.
Il game show è il secondo adattamento italiano dell'omonimo format statunitense in onda su Fox (Don't Forget the Lyrics!); il primo era andato in onda su Italia 1 con il titolo di Canta e vinci nel periodo 2007-2008 con la conduzione di Amadeus e Checco Zalone.
Partito in sordina, durante la seconda parte della seconda stagione si è stabilmente mantenuto sul 3% chiudendo con una media del 2,73%. In particolare, la finale del torneo dei Campioni segna il record assoluto di ascolti per il NOVE nel preserale con il 4,15% di share e 900.000 spettatori di media (con punte da 1.200.000), mentre la puntata finale della terza stagione ha ottenuto 844.000 spettatori e il 4,2%.
Nella settimana che è andata da lunedì 21 novembre 2022 a venerdì 25 novembre 2022, si sono sfidati i migliori campioni della 2ª edizione per decretare il vincitore del torneo, il quale poteva vincere fino a 20.000 €. A differenza dell'edizione classica, nella scalata finale i concorrenti arrivati al quarto livello non potevano decidere di ritirarsi.
La sesta edizione del programma è andata in onda in preserale per lasciare spazio a Chissà chi è con la conduzione di Amadeus. Dalla settima edizione il programma è tornato in access prime time. 

## Edizioni
| Edizione | Conduzione     | Messa in onda     | Messa in onda    | Puntate   | Puntate      | Studio                           | Sede                       | Regia               | Vincitore          |
| Edizione | Conduzione     | Inizio            | Fine             | Preserale | Prima serata | Studio                           | Sede                       | Regia               | Vincitore          |
| -------- | -------------- | ----------------- | ---------------- | --------- | ------------ | -------------------------------- | -------------------------- | ------------------- | ------------------ |
| 1ª       | Gabriele Corsi | 7 febbraio 2022   | 4 marzo 2022     | 20        | -            | Only Crew Studios                | Sesto San Giovanni, Milano | Piergiorgio Camilli | Alessio            |
| 2ª       | Gabriele Corsi | 5 settembre 2022  | 25 novembre 2022 | 60        | -            | Teatro 4, Studios (ex De Paolis) | Roma                       | Piergiorgio Camilli | Adriano Mariotti   |
| 3ª       | Gabriele Corsi | 20 febbraio 2023  | 21 maggio 2023   | 60        | 1            | Teatro 4, Studios (ex De Paolis) | Roma                       | Piergiorgio Camilli | Mirko Castrucci    |
| 4ª       | Gabriele Corsi | 11 settembre 2023 | 14 dicembre 2023 | 60        | 1            | Teatro 4, Studios (ex De Paolis) | Roma                       | Piergiorgio Camilli | Silvia Contenti    |
| 5ª       | Gabriele Corsi | 11 marzo 2024     | 7 giugno 2024    | 60        | 1            | Teatro 4, Studios (ex De Paolis) | Roma                       | Piergiorgio Camilli | Graziano Marasci   |
| 6ª       | Gabriele Corsi | 30 settembre 2024 | 20 dicembre 2024 | 60        | -            | Teatro 4, Studios (ex De Paolis) | Roma                       | Piergiorgio Camilli | Francesco Blasetti |
| 7ª       | Gabriele Corsi | 10 marzo 2025     | 3 giugno 2025    | 60        | -            | Teatro 4, Studios (ex De Paolis) | Roma                       | Piergiorgio Camilli | Silvia Contenti    |

## Puntate speciali
| Edizione | Messa in onda    | Messa in onda | Conduzione     | Ospiti | Rete tv | Telespettatori | Share | Fonte |
| -------- | ---------------- | ------------- | -------------- | --- | ------- | -------------- | ----- | ----- |
| 1ª       | 21 maggio 2023   | Prima serata  | Gabriele Corsi | Sabrina Salerno, Anna Tatangelo                                                                                            | NOVE    | 593 000        | 3,3%  | [ 2 ] |
| 2ª       | 14 dicembre 2023 | Prima serata  | Gabriele Corsi | Paolo Conticini, Alba Parietti, Mietta                                                                                     | NOVE    | 454 000        | 2,4%  | [ 3 ] |
| 3ª       | 7 giugno 2024    | Prima serata  | Gabriele Corsi | Annalisa Minetti, Jalisse, Marco Carta, Valerio Scanu, Jo Squillo, Cugini di Campagna, Silvia Mezzanotte, Francesca Alotta | NOVE    | 483 000        | 3%    | [ 4 ] |

## Svolgimento
In ogni puntata partecipano tre concorrenti, che sono chiamati a cantare al karaoke dei brani della musica italiana e indovinare le parole mancanti in tre diverse manche.

### Le 6 categorie
In questa manche i tre concorrenti in gara, tutti con un jolly a disposizione, al loro turno devono scegliere una tra sei categorie, dalla quinta edizione 3 delle 6 categorie hanno il valore nascosto aventi un punteggio da 10 a 60 punti secondo il seguente schema:
- 10 punti: 2 parole da indovinare;
- 20 punti: 3 parole da indovinare;
- 30 punti: 4 parole da indovinare;
- 40 punti: 5 parole da indovinare;
- 50 punti: 6 parole da indovinare;
- 60 punti: 7 parole da indovinare.

Una volta scelta la categoria, il concorrente deve scegliere una tra due canzoni proposte, quindi deve cantare la canzone fino a che l'accompagnamento si interrompe e proseguire da solo indovinando le parole successive mancanti. In caso di risposta esatta, il concorrente accumulerà i punti appartenenti a quella categoria; in caso di errore, gli avversari potranno giocarsi il jolly e, rispondendo esattamente, incamerare i punti in palio.
Al termine della manche, il concorrente che avrà accumulato meno punti verrà eliminato, mentre gli altri due proseguiranno nella manche successiva.
A partire dalla quarta stagione, vi può essere anche la categoria nascosta, in cui il concorrente che la sceglie conoscerà il punteggio solo qualora venga scelta.
Dalla quinta edizione, le sei categorie in gioco sono riformulate seguendo un nuovo schema: tre di esse palesano il loro valore in punti, le restanti tre hanno invece un valore misterioso che verrà scoperto solo qualora uno dei concorrente deciderà di giocare con esse.
In caso di parità tra due concorrenti, vi sarà uno spareggio in cui il conduttore leggerà una frase presa dal testo di una canzone e chi si prenota per primo al pulsante indovinando il brano andrà al duello.

### Il duello
In questa prova, i due concorrenti finalisti devono cantare una canzone a scelta tra due brani; a partire dalla seconda edizione c'è anche una terza possibilità: una canzone nascosta il cui titolo viene svelato solo qualora venga scelta. Il giocatore che ha accumulato più punti nel gioco precedente ha il vantaggio di scegliere per primo quale canzone cantare. Una volta iniziato il brano, il concorrente dovrà proseguire il testo della canzone fino a che non sbaglia. Per ogni parola indovinata si guadagna un punto fino a un massimo di 100 punti.
Il concorrente che avrà indovinato il maggior numero di parole andrà al gioco finale.
In caso di parità, vi sarà uno spareggio in cui il conduttore leggerà una frase presa dal testo di una canzone e chi si prenota per primo al pulsante indovinando il brano andrà alla scalata.

### La scalata / La canzone finale
In questa manche finale, il concorrente è chiamato a "scalare" cinque gradini di difficoltà e valore economico crescente (da 500 a 5.000 €). Ad ognuno dei primi quattro gradini dovrà scegliere tra due canzoni e indovinare le parole come nel primo gioco, tentando di arrivare così al gradino più alto della scalata. 
La scala è la seguente:
- 5.000 €
- 2.000 € (somma garantita in caso di non proseguimento), 8 parole mancanti
- 1.500 €, 6 parole mancanti
- 1.000 € (somma garantita), 5 parole mancanti
- 500 €, 4 parole mancanti

Per vincere il premio massimo di 5.000 €, il giocatore deve cantare dieci parole sparse nel testo di una sola canzone con cui dovrà confrontarsi.
Durante la scalata il concorrente può chiedere tre aiuti:
- Le 2 parole, la rivelazione di due parole a scelta tra quelle da indovinare;
- L'amico, la possibilità di interpellare un amico presente in studio;
- Le iniziali, la rivelazione delle iniziali di tutte le parole da indovinare.

Al termine della manche il concorrente, indipendentemente dalla vittoria, torna di diritto nella puntata successiva.
Dalla quinta edizione, il concorrente campione che accede a questa manche di gioco non può più ritirarsi e portare a casa il montepremi conseguito fino a quel momento, ma sarà obbligato a giocare fino all'ultimo traguardo del valore di 5.000 € (o si va avanti finché non si commette un errore). Cambia anche il criterio di scelta della canzone dal valore più alto: le due canzoni non sono più palesi, ma raccontate dal conduttore con degli indizi attraverso due buste (blu o rossa).
Dalla sesta edizione, il montepremi massimo che si può vincere raddoppia e passa a 10.000 € e il concorrente finalista deve superare quattro livelli, indovinando le parole mancanti del testo della canzone scegliendo tra due possibili alternative.
Ad ogni errore, il montepremi si dimezza a 5.000 €, a 2.000 €, a 1.000 € fino a 500 € in caso di quattro errori.
Superato il quarto livello, il concorrente deve indovinare la canzone finale per vincere il montepremi accumulato: se indovina le dieci parole sparse nel testo, vince la somma accumulata fino a quel momento, altrimenti non vince nulla.

## Vincite
I campioni che hanno vinto il montepremi più alto sono stati: Silvia Contenti (143.000 € vinti in 54 puntate), Graziano Marasci (97.000 € vinti in 38 puntate) e Francesco Blasetti (65.000 € vinti in 15 puntate).

## Curiosità
Nella settima edizione, ha partecipato come concorrente Gabriele Sbattella, già campione del quiz Sarabanda e altresì conosciuto come Uomo Gatto, che ha vinto 15.000 € in sei puntate.
Silvia Contenti è l'unica concorrente a vincere due edizioni del programma: la quarta e la settima edizione.